# Колясово
Колясово (рос. Колясово) — присілок у Всеволожському районі Ленінградської області Російської Федерації.
Населення становить 6 осіб. Належить до муніципального утворення Агалатовське сільське поселення.

## Історія
Від 1 серпня 1927 року належить до Ленінградської області.

## Населення
| 1896 | 1926 | 1939 | 1997 | 2002 | 2007 | 2010 |
| ---- | ---- | ---- | ---- | ---- | ---- | ---- |
| 50   | ↘34  | ↗38  | ↘1   | ↗2   | ↗6   | ↗25  |
| 2011 | 2012 | 2013 | 2014 | 2017 |      |      |
| ↘10  | ↗11  | →11  | →11  | ↘6   |      |      |